# Économie de l'Hispanie romaine

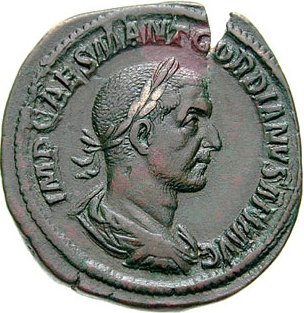

L'économie de l'Hispanie romaine connut une forte évolution pendant et après la conquête de la péninsule par Rome, de telle façon que, d'un terrain prometteur mais ignoré, il se convertit en une des acquisitions les plus précieuses de la République et de l'Empire ainsi qu'un pilier de l'économie qui soutenait l'essor de Rome.

## L'économie préromaine
Avant l'entrée de Rome en Ibérie, la presque totalité de la péninsule se basait sur une économie rurale de subsistance avec peu ou pas de trafic commercial, exception faite des grands centres urbains, situés surtout sur la côte Méditerranée; qui maintenaient un contact régulier avec le commerce grec ou phénicien. 

### Intérêt économique de la conquête romaine
Traditionnellement, les légendes phéniciennes sur les richesses infinies de Tartesos ont circulé par toute la Méditerranée et sur la façon dont les expéditions commerciales rentraient de la côte hispanique chargées d'argent. Indubitablement, ces histoires contribuaient à accroître méditerranéenne les puissances méditerranéennes de la Péninsule Ibérique.